# Sevastopolskaïa (métro de Moscou)
Sevastopolskaïa (en russe : Севасто́польская et en anglais : Sevastopolskaya) est une station de la ligne Serpoukhovsko-Timiriazevskaïa (ligne 9 grise) du métro de Moscou, située sur le territoire du raïon Ziouzino dans le district administratif sud-ouest de Moscou.

## Situation sur le réseau
Établie en souterrain, à 13 mètres sous le niveau du sol, la station Sevastopolskaïa est située au point 140+17 de la ligne Serpoukhovsko-Timiriazevskaïa (ligne 9 grise), entre les stations Nakhimovski prospekt (en direction de Altoufievo) et Tchertanovskaïa (en direction de Boulvar Dmitria Donskogo).